# 韦尔顿 (艾奥瓦州)
韋爾頓（英語：Welton）是一個位於美國愛荷華州克林頓縣的城市。

## 地理
韋爾頓的座標為41°54′44″N 90°36′04″W / 41.91222°N 90.60111°W，而該地的平均海拔高度為212米（即696英尺）。

## 人口
根據2010年美國人口普查的數據，韋爾頓的面積為0.70平方千米，當中陸地面積為0.70平方千米，而水域面積為0.00平方千米。當地共有人口165人，而人口密度為每平方千米235人。